# Misie sui iuris v Afghánistánu
Misie sui iuris v Afghánistánu (per.: رسالت کاتولیک افغانستان) je katolickou misií a její ritus je latinský.

## Historie
Tato misie byla založena dne 16. května 2002 papežem Janem Pavlem II. Nepatří do žádné církevní provincie ale podléhá Svatému stolci. Prvním superiorem této misie se stal otec Giuseppe Moretti, B.. K roku 2010 měla misie 200 katolíků, 5 řeholních knězů, 9 řeholníků, 12 řeholnic a jednu farnost.

## Seznam superiorů
- Giuseppe Moretti, B. (2002–2014)
- Giovanni Scalese, B. (od 4. listopadu 2014)